# 麥爾斯·泰勒
麥爾斯·亞歷山大·泰勒（英語：Miles Alexander Teller，1987年2月20日—），美國男演員和音樂家。他主演的电影包括《戀夏進行式》、《爆裂鼓手》、《分歧者系列電影》、《火線掏寶》、 《熱血狂拳》、《感謝您為國效力》和《捍衛戰士：獨行俠》。

## 早期生活
泰勒出生於賓夕法尼亞州的唐寧敦，母親梅里（Merry，娘家姓）是房地產經紀人，父親麥克·泰勒（Mike Teller）是核電廠工程師。他的父母都來自於新澤西州卡尼斯點。他有兩個姊姊。他的祖父是俄羅斯猶太人後裔。他的其他祖先還包括英國、愛爾蘭、波蘭和法國的血統。
當泰勒還是個孩子時，因為父親工作的緣故，他們從原來的居住地西特拉斯縣遷移到新澤西州的開普梅。在高中的時候，他曾當過薩克斯風手、地方教會青年組樂隊的鼓手和戲劇社的社長。於2005年，他從勒凱托中學（Lecanto High School）畢業。他在紐約大學帝許藝術學院獲得了美術學士學位。

## 職業生涯
麥爾斯·泰勒最初的電影處女作多為短片，直到2010年的《愛，讓悲傷終結》才開始出演正式電影。他曾在音樂劇《渾身是勁》的舞台上表演過。幾年後，他在同名音樂劇的改編電影《2011渾身是勁》（肯尼·沃莫爾德主演）中參演，而他所飾演的角色就和音樂劇的角色是一樣的。
2013年，他在由喬恩·盧卡斯與史考特·摩爾聯合編導的《21玩過界》中出演。同年，他與雪琳·伍德莉合演的《戀夏進行式》獲得了成功和矚目，這使泰勒獲得了2013年聖丹斯電影節評委會特別獎的戲劇類。2013年，他受到《英雄》雜誌的專訪。
他參演了2014年聖丹斯電影節的首映片《進擊的鼓手》。在這之前，他也在同年的《約會進行時》和《分歧者》中亦有參與演出，其中《分歧者》是泰勒與伍德莉第二次共同參演的電影。
2014年1月，泰勒將在史蒂芬·康拉德的無名約翰·貝魯西傳記片中詮釋丹·艾克洛德。2014年2月，傳言他將在重啟版本的《驚奇4超人》中飾演神奇先生一角，而電影的拍攝工作於2014年8月已宣布殺青。2015年2月，宣布泰勒將和喬納·希爾共同主演陶德·菲利普斯執導的《火線掏寶》（2016年）。

## 個人生活
2007年，他曾出過一場車禍，這讓他的臉和脖子至今留下多處傷疤。2017年，泰勒與克萊·斯佩里（Keleigh Sperry）訂婚。。2019年9月1日兩人在夏威夷茂宜島結婚。

## 作品列表

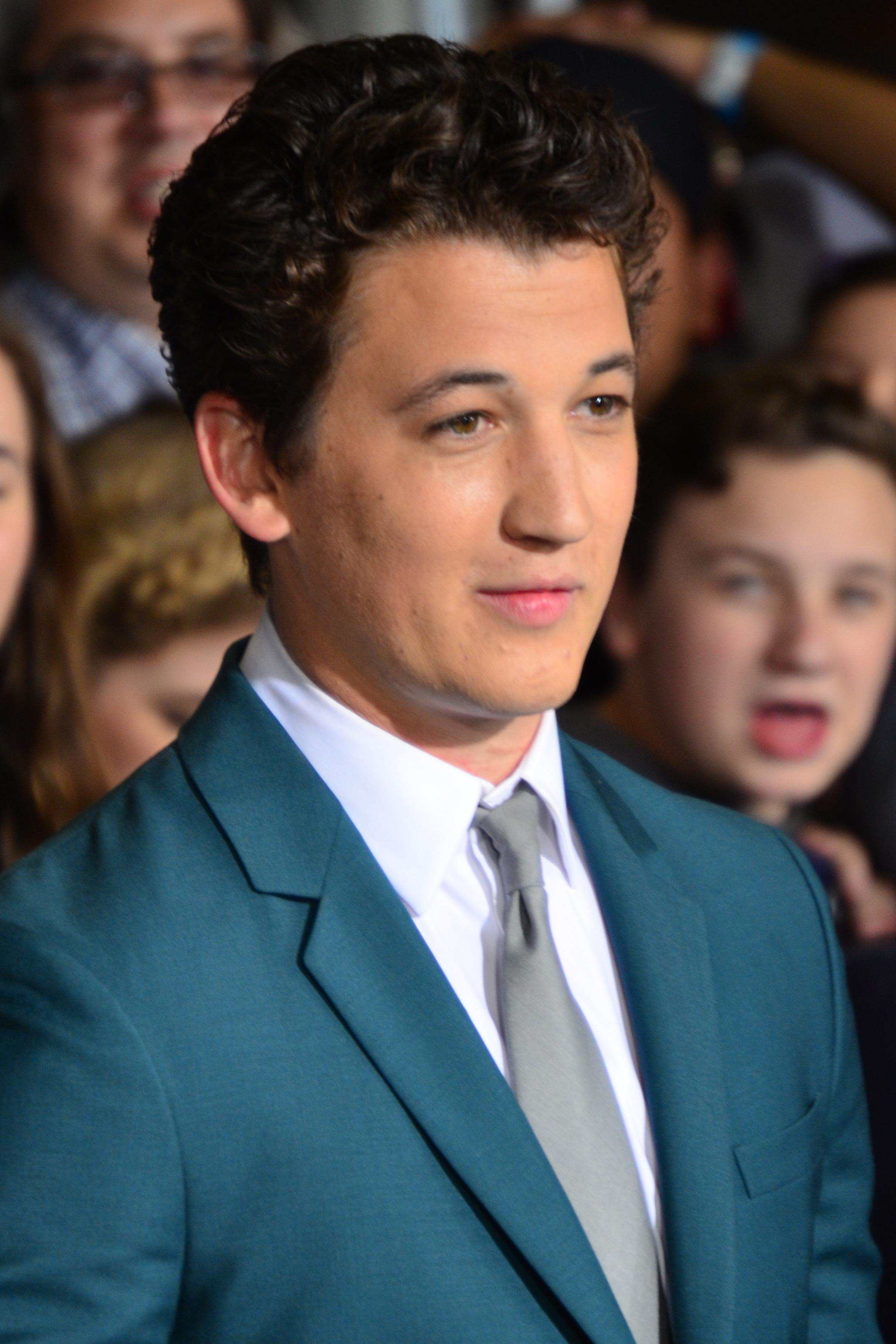
2014年3月18日，泰勒於《分歧者》的首映場上

### 電影
| 年份 | 標題                                         | 角色                                  | 附註 |
| ---- | -------------------------------------------- | ------------------------------------- | --- |
| 2004 | 《月光族》（Moonlighters）                   | 麥爾斯（Miles）                       | 短片 |
| 2007 | 《非常具體的食譜》（A Very Specific Recipe） | 李（Lee）                             | 短片 |
| 2008 | 《星期天的音樂家》（The Musicians）          | 米格爾（Miguel）                      | 短片 |
| 2010 | 《田徑比賽》（The Track Meet）               | 安德魯（Andrew）                      | 短片 |
| 2010 | 《愛，讓悲傷終結》                           | 傑森（Jason）                         | 提名-Chlotrudis獎最佳男配角 提名-金幸福獎最佳國際男配角 |
| 2011 | 《2011渾身是勁》                             | 威拉德·休伊特（Willard Hewitt）       | |
| 2012 | 《派對X計劃》                                | 他自己                                | |
| 2013 | 《21玩過界》                                 | 米勒（Miller）                        | 提名-格魯吉亞影評人協會突破獎 |
| 2013 | 《戀夏進行式》                               | 薩特·基利（Sutter Keeley）            | 聖丹斯電影節評委會特別獎-戲劇類（與雪琳·伍德莉共享） 提名-MTV電影大獎最佳吻戲（與雪琳·伍德莉共享） 提名-MTV電影大獎最佳突破演出 提名-女性電影記者獎最佳裸體、性傾向或誘惑詮釋 提名-印第安納電影記者協會獎最佳男主角 提名-Chlotrudis獎最佳男主角 提名-格魯吉亞影評人協會突破獎 |
| 2014 | 《進擊的鼓手》                               | 安德魯·尼曼（Andrew Neyman）          | 提名-哥譚獨立電影獎最佳男演員 提名-衛星獎最佳男演員 提名-MTV電影大獎最佳男演員 提名-MTV電影大獎最令人傻眼場面 提名-MTV電影大獎最佳音樂片段 提名-Chlotrudis獎最佳男主角 提名-金愚人獎年度最佳突破演出                                                                          |
| 2014 | 《約會進行時》                               | 丹尼爾（Daniel）                      | 提名-好萊塢青年獎最佳三人行 |
| 2014 | 《分歧者》                                   | 彼得·海斯（Peter Hayes）              | |
| 2014 | 《一夜情未了》                               | 亞歷克（Alec）                        | |
| 2015 | 《分歧者2：叛亂者》                          | 彼得·海斯                             | 提名-青少年票選獎必選電影場景 |
| 2015 | 《驚奇4超人》                                | 李德·理查斯／神奇先生                 | CinemaCon群戲獎（與傑米·貝爾、麥可·B·喬丹、凱特·瑪拉共享） 提名-金酸莓獎最差搭檔（與傑米·貝爾、麥可·B·喬丹、凱特·瑪拉共享） |
| 2016 | 《分歧者3：赤誠者》                          | 彼得·海斯                             | 提名-青少年票選獎電影選擇獎：搶鏡演員 |
| 2016 | 《22K人力銀行》                              | 威爾·戴維斯（Will Davis）             | |
| 2016 | 《火線掏寶》                                 | 大衛·帕克歐茲                         | |
| 2016 | 《浴血而戰》                                 | 溫尼·帕奇恩扎                         | |
| 2017 | 《無路可退》                                 | 布蘭登·麥當諾（Brendan McDonough）    | |
| 2017 | 《感謝您為國效力》                           | 亞當·蘇曼（Adam Schumann）            | |
| 2022 | 《捍衛戰士：獨行俠》                         | 布雷德利·布雷德蕭（Bradley Bradshaw） | 提名-好萊塢影評人協會季中電影獎最佳男配角 提名-全美民選獎2022年電影男星 |
| 2022 | 《蜘蛛頭監獄》                               | 傑夫（Jeff）                          | |
| 2024 | 《土豚和诺亚方舟》                           | 吉伯特（Gilbert）                     | 配音 |
| 2025 | 《禁谷》                                     | 李維（Levi）                          | 兼執行製片人 |
| 2025 | 《麥可》                                     | 約翰·布蘭卡                           | |

### 電視
| 年份 | 標題           | 角色                          | 附註                                  |
| ---- | -------------- | ----------------------------- | ------------------------------------- |
| 2009 | 《非凡女警》   | 詹姆士·博藍（James Boorland） | 單集：〈Boorland Day〉                |
| 2019 | 《黑幫刺客》   | 馬丁·瓊斯（Martin Jones）     | 迷你劇；10集                          |
| 2022 | 《教父秘辛》   | 艾爾·魯迪                     | 迷你劇；10集                          |
| 2022 | 《週六夜現場》 | 他自己（主持人）              | 單集：〈Miles Teller/Kendrick Lamar〉 |

## 獎項和提名
- 提名-好萊塢青年突破獎（2014）
- 提名-英國電影和電視藝術學院新星獎（2015）

## 外部連結
- 麥爾斯·泰勒在互联网电影资料库（IMDb）上的資料（英文）
- 麥爾斯·泰勒的X（前Twitter）